# Stazione di Kodaira

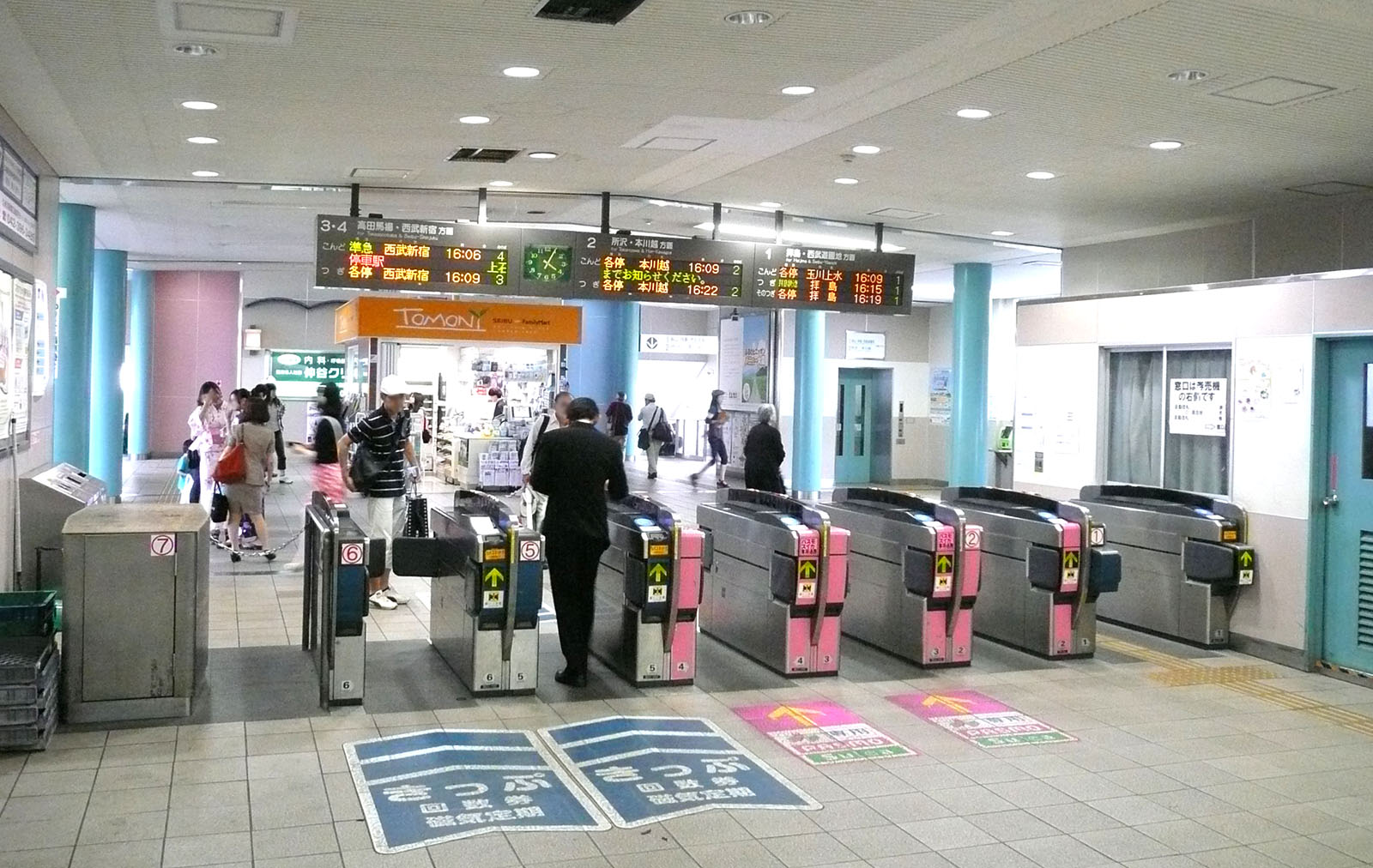
L'area tornelli del fabbricato viaggiatori

La stazione di Kodaira (小平駅?, Kodaira-eki) è una stazione ferroviaria situata nella città omonima, nell'area metropolitana di Tokyo, ed è servita dalle linee Shinjuku e Haijima delle Ferrovie Seibu.

## Linee
Ferrovie Seibu
● Linea Seibu Shinjuku
● Linea Seibu Haijima

## Struttura
La stazione si trova in superficie ed è dotata di due marciapiedi a isola con quattro binari passanti, collegati al fabbricato viaggiatori sopraelevato da scale fisse, mobili e ascensori.
| 1 | ● Linea Seibu Haijima                           | per Hagiyama, Haijima e Seibu-Yūenchi            |
| 2 | ● Linea Seibu Shinjuku                          | per Higashi-Murayama, Tokorozawa e Hon-Kawagoe   |
| 3 | ● Linea Seibu Shinjuku (dalla linea Haijima)    | per Kami-Shakujii, Takadanobaba e Seibu-Shinjuku |
| 4 | ● Linea Seibu Shinjuku (dalla linea principale) | per Kami-Shakujii, Takadanobaba e Seibu-Shinjuku |

## Stazioni adiacenti
| «                    | Servizio             | »                    |
| Linea Seibu Shinjuku | Linea Seibu Shinjuku | Linea Seibu Shinjuku |
| -------------------- | -------------------- | -------------------- |
| Hanakoganei          | Locale               | Kumegawa             |
| Hanakoganei          | Semiespresso         | Kumegawa             |
| Hanakoganei          | Espresso             | Kumegawa             |
| Transito             | Espresso pendolari   | Transito             |
| Linea Seibu Haijima  |                      |                      |
| Hanakoganei          | Locale               | Hagiyama             |
| Hanakoganei          | Semiespresso         | Hagiyama             |
| Hanakoganei          | Espresso             | Hagiyama             |